# Aberdeen Football Club 2018-2019
Questa voce raccoglie le informazioni riguardanti l'Aberdeen Football Club nelle competizioni ufficiali della stagione 2018-2019.

## Stagione
- In Scottish Premiership l'Aberdeen si classifica al 4º posto (67 punti), dietro al Kilmarnock e davanti all'Hibernian.
- In Scottish Cup viene eliminato in semifinale dal Celtic (0-3).
- In Scottish League Cup perde la finale contro il Celtic (1-0).
- In Europa League viene eliminato al secondo turno preliminare dagli inglesi del Burnley (4-2 complessivo dopo i supplementari).

## Maglie e sponsor
| Casa | Trasferta |

## Rosa
| N. |                             | Ruolo | Calciatore                |
| -- | --------------------------- | ----- | ------------------------- |
| 1  | Inghilterra (bandiera)      | P     | Joe Lewis                 |
| 2  | Inghilterra (bandiera)      | D     | Shay Logan                |
| 3  | Scozia (bandiera)           | C     | Graeme Shinnie (capitano) |
| 4  | Scozia (bandiera)           | D     | Andy Considine            |
| 5  | Scozia (bandiera)           | D     | Scott McKenna             |
| 6  | Scozia (bandiera)           | D     | Mark Reynolds             |
| 7  | Scozia (bandiera)           | A     | Greg Stewart              |
| 8  | Irlanda (bandiera)          | C     | Stephen Gleeson           |
| 9  | Inghilterra (bandiera)      | A     | James Wilson              |
| 10 | Irlanda del Nord (bandiera) | A     | Niall McGinn              |
| 11 | Scozia (bandiera)           | C     | Gary Mackay-Steven        |
| 14 | Inghilterra (bandiera)      | D     | Greg Halford              |
| 15 | Scozia (bandiera)           | A     | Scott Wright              |

| N. |                        | Ruolo | Calciatore      |
| -- | ---------------------- | ----- | --------------- |
| 16 | Inghilterra (bandiera) | A     | Sam Cosgrove    |
| 17 | Scozia (bandiera)      | A     | Stevie May      |
| 18 | Scozia (bandiera)      | D     | Michael Devlin  |
| 19 | Scozia (bandiera)      | C     | Lewis Ferguson  |
| 20 | Rep. Ceca (bandiera)   | P     | Tomáš Černý     |
| 21 | Inghilterra (bandiera) | D     | Dominic Ball    |
| 23 | Scozia (bandiera)      | C     | Francis Ross    |
| 24 | Scozia (bandiera)      | C     | Dean Campbell   |
| 25 | Scozia (bandiera)      | A     | Bruce Anderson  |
| 27 | Scozia (bandiera)      | A     | Connor McLennan |
| 28 | Irlanda (bandiera)     | D     | Tommie Hoban    |
| 29 | Inghilterra (bandiera) | D     | Max Lowe        |

## Risultati

### Scottish Premiership

#### Prima fase
| Arbitro: | Kevin Clancy |

|                       |           |                            |
| Bruce Anderson 90'+3’ | Marcatori | 30’ (rig.) James Tavernier |

| Arbitro: | Bobby Madden |

|  |           |                               |
|  | Marcatori | 75’ (rig.) Gary Mackay-Steven |

| Arbitro: | Andrew Dallas |

|                    |           |                  |
| Jamie Maclaren 86’ | Marcatori | 45’ Tommie Hoban |

| Arbitro: | Craig Thomson |

|  |           |                                    |
|  | Marcatori | 44’ Eamonn Brophy 69’ Greg Stewart |

| Arbitro: | Willie Collum |

|                    |           |                  |
| David McMillan 13’ | Marcatori | 69’ Niall McGinn |

| Arbitro: | Nick Walsh |

|                 |           |  |
| James Wilson 6’ | Marcatori |  |

| Arbitro: | Bobby Madden |

|                    |           |  |
| Scott Sinclair 63’ | Marcatori |  |

| Arbitro: | Alan Muir |

|                                                                    |           |                    |
| Sam Cosgrove 26’ Connor McLennan 30’ Max Lowe 41’ Sam Cosgrove 65’ | Marcatori | 76’ Simeon Jackson |

| Arbitro: | Kevin Clancy |

|                                             |           |                               |
| Arnaud Djoum 36’ Steven Naismith 43’ (rig.) | Marcatori | 55’ (rig.) Gary Mackay-Steven |

| Arbitro: | Craig Thomson |

|                                                        |           |                                     |
| Niall McGinn 9’ Sam Cosgrove 57’ Lewis Ferguson 90'+2’ | Marcatori | 12’ Scott Pittman 33’ Jack McMillan |

| Arbitro: | Greg Aitken |

|                                                       |           |  |
| Graeme Shinnie 8’ James Wilson 23’ Michael Devlin 60’ | Marcatori |  |

| Arbitro: | Bobby Madden |

|                      |           |                                       |
| Kris Boyd 32’ (rig.) | Marcatori | 73’ Bruce Anderson 87’ Lewis Ferguson |

| Arbitro: | Alan Muir |

|                        |           |  |
| Gary Mackay-Steven 40’ | Marcatori |  |

| Arbitro: | John Beaton |

|                                                        |           |  |
| Danny Johnson 25’ Danny Johnson 30’ David Turnbull 54’ | Marcatori |  |

| Arbitro: | Nick Walsh |

|                                                                                             |           |                   |
| Sam Cosgrove 16’ Sam Cosgrove 44’ Andy Considine 50’ Connor McLennan 56’ Andy Considine 73’ | Marcatori | 68’ Calvin Miller |

| Arbitro: | Steven McLean |

|  |           |                  |
|  | Marcatori | 7’ Scott McKenna |

| Arbitro: | Don Robertson |

|  |           |                                      |
|  | Marcatori | 71’ Joe Shaughnessy 74’ Blair Alston |

| Arbitro: | Greg Aitken |

|                      |           |                                        |
| Cammy MacPherson 35’ | Marcatori | 30’ (rig.) Stevie May 61’ Sam Cosgrove |

| Arbitro: | John Beaton |

|                                         |           |  |
| Sam Cosgrove 2’ Sam Cosgrove 69’ (rig.) | Marcatori |  |

| Arbitro: | Willie Collum |

|                                                                  |           |                                                                             |
| Stevie May 24’ (rig.) Sam Cosgrove 83’ (rig.) Lewis Ferguson 90’ | Marcatori | 6’ Scott Sinclair 76’ Scott Sinclair 86’ Odsonne Edouard 88’ Scott Sinclair |

| Arbitro: | Steven McLean |

|                 |           |                                    |
| Ryan Hardie 89’ | Marcatori | 71’ James Wilson 85’ Dean Campbell |

| Arbitro: | Greg Aitken |

|  |           |                                                      |
|  | Marcatori | 25’ Sam Cosgrove 52’ Sam Cosgrove 56’ Lewis Ferguson |

| Aberdeen 26 gennaio 2019, ore 16:00 23ª giornata | Aberdeen   | 0 – 0 referto | Kilmarnock | Pittodrie Stadium (15.560 spett.)\| Arbitro: \| Nick Walsh \| |
| Arbitro:                                         | Nick Walsh |               |            |                                                               |

| Arbitro: | Don Robertson |

|             |           |                                           |
| Oli Shaw 9’ | Marcatori | 12’ Andy Considine 22’ Gary Mackay-Steven |

| Arbitro: | Bobby Madden |

|                                          |           |                                                                                         |
| Sam Cosgrove 31’ Sam Cosgrove 47’ (rig.) | Marcatori | 20’ Alfredo Morelos 38’ Alfredo Morelos 43’ (rig.) James Tavernier 90'+4’ Jermain Defoe |

| Arbitro: | Craig Thomson |

|                                     |           |                                              |
| Lewis Ferguson 32’ Sam Cosgrove 77’ | Marcatori | 20’ (rig.) Duckens Nazon 61’ Kyle McAllister |

| Arbitro: | Euan Anderson |

|  |           |                                       |
|  | Marcatori | 16’ Graeme Shinnie 75’ Graeme Shinnie |

| Arbitro: | Bobby Madden |

|  |           |                                     |
|  | Marcatori | 34’ George Oakley 59’ Mickel Miller |

| Glasgow 9 marzo 2019, ore 16:00 29ª giornata | Celtic        | 0 – 0 referto | Aberdeen | Celtic Park (59.123 spett.)\| Arbitro: \| Craig Thomson \| |
| Arbitro:                                     | Craig Thomson |               |          |                                                            |

| Arbitro: | Don Robertson |

|                  |           |                   |
| Niall McGinn 30’ | Marcatori | 43’ Craig Sibbald |

| Arbitro: | John Beaton |

|                                        |           |                     |
| Sean Clare 59’ (rig.) Uche Ikpeazu 77’ | Marcatori | 16’ Connor McLennan |

| Arbitro: | Gavin Duncan |

|                                                  |           |                 |
| Max Lowe 4’ Niall McGinn 71’ Niall McGinn 90'+7’ | Marcatori | 36’ Jake Hastie |

| Arbitro: | Andrew Dallas |

|  |           |                                          |
|  | Marcatori | 59’ (rig.) Sam Cosgrove 77’ Sam Cosgrove |

#### Seconda fase
| Arbitro: | Steven McLean |

|  |           |                   |
|  | Marcatori | 66’ Scott McKenna |

| Arbitro: | Don Robertson |

|                                                       |           |  |
| James Tavernier 48’ (rig.) James Tavernier 80’ (rig.) | Marcatori |  |

| Arbitro: | John Beaton |

|  |           |                                                          |
|  | Marcatori | 40’ Mikael Lustig 53’ Jozo Simunovic 89’ Odsonne Edouard |

| Arbitro: | Bobby Madden |

|                                     |           |                 |
| Lewis Ferguson 54’ Greg Stewart 77’ | Marcatori | 65’ Bobby Burns |

| Arbitro: | Euan Anderson |

|                  |           |                                   |
| Marc McNulty 26’ | Marcatori | 43’ Sam Cosgrove 63’ James Wilson |

### Scottish Cup
| Arbitro: | Barry Cook |

|              |           |                   |
| Max Lowe 21’ | Marcatori | 71’ Mark McGuigan |

| Arbitro: | Barry Cook |

|                |           |                                                                                        |
| Andy Munro 53’ | Marcatori | 13’ Niall McGinn 30’ (rig.) Sam Cosgrove 38’ Greg Stewart 67’ (aut.) Ruaridh Donaldson |

| Arbitro: | Euan Anderson |

|                                                                              |           |                    |
| Niall McGinn 47’ Andy Considine 63’ Sam Cosgrove 67’ Sam Cosgrove 73’ (rig.) | Marcatori | 50’ Stephen Dobbie |

| Arbitro: | Kevin Clancy |

|                         |           |                 |
| Sam Cosgrove 11’ (rig.) | Marcatori | 49’ Joe Worrall |

| Arbitro: | Kevin Clancy |

|  |           |                                     |
|  | Marcatori | 3’ Niall McGinn 62’ Connor McLennan |

| Arbitro: | Craig Thomson |

|  |           |                                                               |
|  | Marcatori | 45'+2’ James Forrest 61’ (rig.) Odsonne Edouard 69’ Tom Rogic |

### Scottish League Cup
| Arbitro: | Steven McLean |

|                                                                                        |           |  |
| Gary Mackay-Steven 16’ Graeme Shinnie 20’ Stevie May 26’ Gary Mackay-Steven 57’ (rig.) | Marcatori |  |

| Arbitro: | Steven McLean |

|  |                      |  |
|  | Tiri di rigore 5 – 6 |  |

| Arbitro: | John Beaton |

|                    |           |  |
| Lewis Ferguson 79’ | Marcatori |  |

| Arbitro: | Andrew Dallas |

|                      |           |  |
| Ryan Christie 45'+5’ | Marcatori |  |

### UEFA Europa League
| Arbitro: | Daniel Siebert |

|                               |           |               |
| Gary Mackay-Steven 19’ (rig.) | Marcatori | 80’ Sam Vokes |

| Arbitro: | Massimiliano Irrati |

|                                                        |           |                    |
| Chris Wood 6’ Jack Cork 102’ Ashley Barnes 114’ (rig.) | Marcatori | 27’ Lewis Ferguson |